# بيت حدد
بيت حدد رواية للكاتب السوري فادي عزام. صدرت الرواية لأوّل مرة عام 2017 عن دار الآداب للنشر والتوزيع في بيروت. ودخلت في القائمة الطويلة للجائزة العالمية للرواية العربية لعام 2018، المعروفة باسم «جائزة بوكر العربية».

## حول الرواية
يروي الكاتب السوري «فادي عزام» في هذه الرواية حكاية الدكتور «أنيس»، الذي يرجع من لندن إلى سوريا في العام 2011، قبل بداية نشوء الحرب الأهلية السورية بفترة زمنية قصيرة، لكي يبيع بيت جده الأثري، «بيت حُدُد»، الذي ورثه عن خاله لكونه الوريث الوحيد. تتحول رحلة الدكتور القصيرة إلى مأزق غيّر حياته. «بيت حُدُد» رواية عن الحب والحرب.